# Valle de Zuriza
Zuriza es el nombre del alto valle de Ansó, en la provincia de Huesca (España), lugar de nacimiento del río Veral.
Actualmente un cámping se asienta en el lugar, que es igualmente atravesado por el GR-11, en su tramo aragonés. También existe un albergue.

## Geografía
Zuriza está situado en el curso alto del río Veral (afluente del río Aragón), a pie del Pirineo aragonés. Dicho río recorre su territorio de norte a sur.
Geográficamente, conforma un valle, el valle de Zuriza, cerrado por el sur por el monte Abizondo y Peña Ezcaurri y la cadena de Alano consistente en un conjunto de montañas calizas con abundantes quebradas y barrancos.
Al este están una cadena de peñas en la que destaca el Petrachema.
Al oeste están el monte navarro de Iturburuade y el limítrofe con Aragón Maz o Txamantxoia.
Al norte colinda con una meseta de 2000 metros llamada Larra perteneciente a la comunidad foral de navarra.
De hecho El valle de Zuriza va de norte a sur y está formado a su vez por varios valles menores que surgen desde el valle central de Zuriza y se expanden hacia el este.

## Historia
En el centro del lugar se halla un edificio que fue Casa Cuartel del Cuerpo de Carabineros, levantado a mediados del siglo XIX para control de mercancías y ganados en esta zona fronteriza entre España y Francia.
Durante los años inmediatamente siguientes a la guerra civil española, la zona de Zuriza fue una de aquellas utilizadas por los maquis en el marco de la Operación Reconquista de España para su ingreso a territorio español a partir de 1944, juntamente con el valle de Hecho y el valle del Roncal. Igualmente sería una de las rutas utilizadas para el envío de suministros para la Agrupación guerrillera de Levante y Aragón (AGLA).

## Patrimonio natural

### Flora
En la zona norte de los Alanos existe un bosque de hayas (fagos o faus en aragonés), mientras que en el lado occidental del barranco de Zuriza pueden encontrarse diversas pináceas, en especial predomina el pino silvestre o pino royo. El hayedo de Zuriza está considerado como el único bosque puro de hayas existente en Aragón.

### Fauna
Por lo que respecta a la fauna, podemos encontrar en la zona, entre los mamíferos, a jabalíes, sarrios o corzos. También es una zona de presencia de osos u onsos.